# Sharifoba
Sharifoba (ryska: Шариф, azerbajdzjanska: Şərif) är en ort i Azerbajdzjan.   Den ligger i distriktet Balakən Rayonu, i den nordvästra delen av landet, 300 km väster om huvudstaden Baku. Sharifoba ligger 243 meter över havet och antalet invånare är 3 086.
Terrängen runt Sharifoba är platt åt sydväst, men åt nordost är den kuperad. Närmaste större samhälle är Belokany, 12,4 km öster om Sharifoba.
Omgivningarna runt Sharifoba är en mosaik av jordbruksmark och naturlig växtlighet. Runt Sharifoba är det ganska tätbefolkat, med 96 invånare per kvadratkilometer.